# 券面
券面（けんめん）とは、金融実務上、商法上の意義の有価証券として、権利を化体する紙片そのものをいう言葉。商法上の有価証券は券面に権利が付着していることを特徴とするが、いわゆるペーパーレス化（無券面化）により、券面から権利が分離され、権利自体が振替制度を通じて流通するようになった。